# Ritratto di dama
Ritratto di dama este o pictură în tempera și ulei pe lemn atribuită pictorului italian Giovanni Ambrogio De Predis. Lucrarea se află expusă în sălile Bibliotecii Ambroziene din Milano. Se presupune că pictura a fost realizată între anii 1495 și 1500, perioadă în care Ambrogio de Predis a fost în mod oficial partener sau contractant al lui Leonardo da Vinci.
Considerată inițial ca fiind pictată de Leonardo da Vinci, ea a fost asociată cu Portretul unui muzician, pictură aflată în același muzeu. Longhi  a atribuit-o lui Lorenzo Costa, în timp ce Morelli a recunoscut-o după descrierea unui portret al lui De Predis lăsată lui Marcantonio Michiel. Această ultimă ipoteză a fost confirmată în urma unei restaurări, în cursul căreia au găsit similitudini în pregătirea lemnului cu una dintre picturile lui De Predis. 
Identitatea femeii din portret este încă necunoscută: la început, pictura a fost cunoscută ca Portretul lui Beatrice d'Este, apoi a fost propusă Bianca Maria Sforza și ulterior Isabella d'Aragona, Bianca Giovanna, fiica lui Ludovico il Moro, Cecilia Gallerani. Cu toate acestea, mai mulți critici cred că femeia portretizată este Beatrice d'Este.